# Salus
Salus – rzymska bogini i personifikacja zdrowia, pomyślności i szeroko pojętego bezpieczeństwa. Utożsamiana z grecką Higieją; z jej postacią nie był związany żaden mit.
Wcześniej, jako bogini zdrowia i dobrobytu, należała do najstarszych bóstw rzymskich. Przed nią w podobnym charakterze czczono sabińską boginię Strenię. Po wprowadzeniu kultu Eskulapa (293 p.n.e.) identyfikowano ją z jego córką (Higieją). W epoce cesarstwa odbierała dodatkowo cześć jako opiekuńcze bóstwo strzegące zdrowia i pomyślności cesarzy.
Na Kwirynale posiadała własną świątynię, oddaną dla kultu w 302 p.n.e., gdzie corocznie 5 sierpnia obchodzono święto ku jej czci. Podczas zarazy, która nawiedziła Rzym w 180 p.n.e., wystawiono jej złoty posąg. W ikonografii przedstawiana jako kobieta, zazwyczaj siedząca, trzymająca w prawej dłoni czarę ofiarną, z której wylewa ofiarę na opleciony przez węża ołtarz. Często wyobrażana na monetach z inskrypcją SALVS AVGVSTI/AVGVSTAE, również w postaci stojącej, jako spełniająca libację lub karmiąca węża z czary.  